# Přestupek
Přestupek je společensky škodlivý protiprávní čin, který je v zákoně za přestupek výslovně označen a který vykazuje znaky stanovené zákonem. Jde o jednání nižšího stupně závažnosti než trestný čin. Klasickými příklady jsou přestupky dopravní, proti veřejnému pořádku nebo proti občanskému soužití. Přestupku se dopouští obviněný z přestupku, což může být jak fyzická, tak právnická osoba či podnikající fyzická osoba (občas užívaný termín „přestupce“ v české legislativě neexistuje).
Slovo přestupek v obecném významu označuje akt přestoupení, nedovolený, nemorální, neetický nebo zakázaný čin, např. společenský přestupek, přestupek proti pravidlům apod. V tomto případě vždy záleží na celkovém kontextu sdělení.

## Historie české právní úpravy přestupku
Pojem přestupku se objevuje už ve všeobecném zákoníku o zločinech a trestech z roku 1787, stejně jako v zákoníku o zločinech a těžkých policejních přestupcích z roku 1803, včetně jeho podstatné novelizace z roku 1852. Tehdy šlo o klasický trestný čin, který se podle stupně závažnosti rozlišoval na zločin a právě přestupek, později zločin, přečin a přestupek. Nicméně trestní soudy soudily zpočátku jen zločiny a přečiny, přestupky posuzovaly správní orgány, až od roku 1873 se i přestupky staly soudní agendou.
Takový stav vydržel až do roku 1950, kdy byl vydán jak trestní zákon, který upravoval jen trestné činy, tak trestní zákon správní, regulující pouze přestupky. Přestupkem tehdy bylo každé v tomto zákoně uvedené jednání, které ale nemohlo být stíháno jako trestný čin. Řízení o nich pak vedly „v těsné součinnosti s pracujícím lidem“ národní výbory, které rozhodovaly nálezy o vině a o případném trestu. Tato zákonná úprava byla nahrazena hned roku 1961 zákonem o úkolech národních výborů při zajišťování socialistického pořádku, který zdůrazňoval preventivní a výchovné působení národních výborů, jež měly dbát o to, aby „budování vyspělé socialistické společnosti nebylo narušováno projevy nekázně“, a podle kterého bylo přestupkem jen zaviněné jednání, taxativně uvedené v tomto či v jiném zákoně.
Tento zákon byl zrušen zákonem o přestupcích č. 200/1990 Sb., který byl sám od 1. července 2017 zrušen a nahrazen novými přestupkovými zákony č. 250/2016 Sb., o odpovědnosti za přestupky a řízení o nich (tj. obecná část) a č. 251/2016 Sb., o některých přestupcích (tj. některé skutkové podstaty).

## Pojem přestupku
Aby určité jednání naplnilo skutkovou podstatu nějakého přestupku, a jeho pachatel tak mohl být za tento přestupek případně postižen, musí být vždy takové jednání za přestupek výslovně označeno v nějakém zákoně a vykazovat všechny znaky, které daný zákon pro tento přestupek stanoví. Jde o formální pojetí přestupku, z něhož přesto vyplývá, že takový protiprávní čin je společensky škodlivý. Jednání pachatele může spočívat jak v přímém konání, tak v opomenutí právní povinnosti konat. Sankcionován může být i jen pokus o přestupek, pokud to zákon výslovně stanoví, ledaže pachatel od něj dobrovolně upustí a odstraní vzniklé nebezpečí. Co se týče zavinění pachatele, který je fyzickou osobou, pak postačuje i jen pouhá nedbalost, ledaže zákon výslovně vyžaduje úmyslné jednání. U podnikatelů a právnických osob se zavinění nevyžaduje. Stejně jako přímý pachatel je za přestupek odpovědný také organizátor, návodce nebo pomocník.
Shodně jako u trestných činů zákon stanoví výjimečné situace, kdy jednání, které má všechny znaky přestupku, přestupkem přesto není. Je to nutná obrana, krajní nouze, svolení poškozeného, přípustné riziko a oprávněné použití zbraně. Také nemůže spáchat přestupek z hlediska přestupkového práva deliktně nezpůsobilá fyzická osoba, kterou je ten, kdo v době jeho spáchání nedovršil 15 let věku nebo kdo byl kvůli duševní poruše nepříčetný a nemohl proto ovládnout své jednání nebo rozpoznat jeho nebezpečnost.
Odpovědnost za přestupek zaniká (kromě smrti či zániku právnické osoby bez právního nástupce) navíc v případě účasti na vyhlášené amnestii či po uplynutí promlčecí doby. Ta je obecně jednoletá, v případě závažných přestupků tříletá, a běží od spáchání přestupku. Zahájením přestupkového řízení nebo vydáním rozhodnutí se ale přerušuje a začíná běžet od začátku, ovšem i tehdy lze přestupek projednat nejpozději do doby uplynutí tří, resp. pěti let od jeho spáchání.

## Přestupkové řízení
Přestupky v České republice, rozdílně od úpravy v některých jiných zemích, neprojednávají soudy, ale většinou obecní úřady, které k tomu ovšem mají jako zvláštní orgány obce zřízeny komise pro projednávání přestupků o lichém počtu členů, jimž má předsedat osoba s právnickým vzděláním. K projednávání některých přestupků jsou příslušné i jiné úřady, např. přestupky týkající se ochrany osobních údajů projednává Úřad pro ochranu osobních údajů. Stejně tak projednání nenáleží obecním úřadům dopustil-li se jej:
- příslušník bezpečnostního sboru;
- osoba podléhající vojenské kázeňské pravomoci (podle zákona č. 221/1999 Sb.  se přestupek projednává na úrovni orgánu s kázeňskou pravomocí);
- osoba během výkonu vazby, trestu odnětí svobody, nebo zabezpečovací detence.

Přestupky se projednávají z úřední povinnosti, pokud nejde o přestupky, které se projednávají jen na návrh osoby přímo postižené. Souhlasí-li s tím pachatel, lze přestupek projednat i ve zjednodušeném řízení vydáním tzv. příkazu na místě. Rozhodnutí o přestupku se vydává ve správním řízení, je správním aktem, lze se proti němu odvolat a proti pravomocnému rozhodnutí lze ještě vždy podat správní žalobu k soudu. Je-li pachatel shledán vinným, musí státu nahradit náklady řízení, jež jsou stanoveny paušální částkou. Přestupkové řízení může být stejně jako trestní řízení spojeno s adhezním řízením, v němž poškozený uplatňuje po pachateli nárok na náhradu škody nebo vydání bezdůvodného obohacení.
Částečné odchylky platí v případě, kdy obviněným ze spáchání přestupku je mladistvý: věc nelze projednat v příkazním řízení, horní hranice pokuty se snižuje na polovinu, ale nikdy nesmí být vyšší než 5 000 Kč, a zákaz činnosti mu lze uložit maximálně na dobu jednoho roku a nesmí mu bránit v přípravě na budoucí povolání.

### Správní tresty a ochranná opatření
Za přestupek lze uložit tyto správní tresty:
- napomenutí
- pokuta
- zákaz činnosti
- propadnutí věci nebo náhradní hodnoty
- zveřejnění rozhodnutí o přestupku

Každý z nich lze uložit samostatně nebo v kombinaci s jiným trestem, výjimkou je napomenutí, které nelze uložit spolu s pokutou. Při určení správního trestu a jeho výměry se má kromě polehčujících i přitěžujících okolností přihlédnout zejména k povaze a závažnosti přestupku, tedy ke způsobu a okolnostem jeho spáchání, k jeho následkům i k míře zavinění pachatele. Od uložení správního trestu lze také např. upustit, jestliže k nápravě pachatele postačí samotné projednání přestupku.
Kromě správních trestů je možné uložit tzv. ochranná opatření, která primárně nemají pachatele trestající charakter, ale která jsou nutná pro ochranu společnosti. Jde o omezující opatření, které spočívá v maximálně ročním zákazu navštěvovat určitá veřejně přístupná místa nebo místa, kde se konají veřejné sportovní, kulturní nebo jiné společenské akce, případně v povinnost zdržet se styku s určitými osobami či v povinnosti podrobit se programu pro zvládání agrese. Dále je to zabrání věci nebo náhradní hodnoty, které lze uložit, pokud nebyl uložen správní trest propadnutí věci, ale vyžaduje to bezpečnostní nebo jiný obecný zájem.